# Museum für Vor- und Frühgeschichte (Berlin)
Le musée de Préhistoire et de Protohistoire (en allemand Museum für Vor- und Frühgeschichte), l'un des musées d'État de Berlin, contient l'une des plus grandes collections en Allemagne de vestiges archéologiques et préhistoriques, originaires d'Europe et d'Asie. De 1958 à avril 2009, le musée se trouvait dans l'ancien théâtre Langhans du château de Charlottenbourg, à Berlin-Ouest. Depuis octobre 2009, la collection est exposée au Neues Museum, sur l'ile aux Musées de Berlin, dans l'ancien Berlin-Est.

## Historique

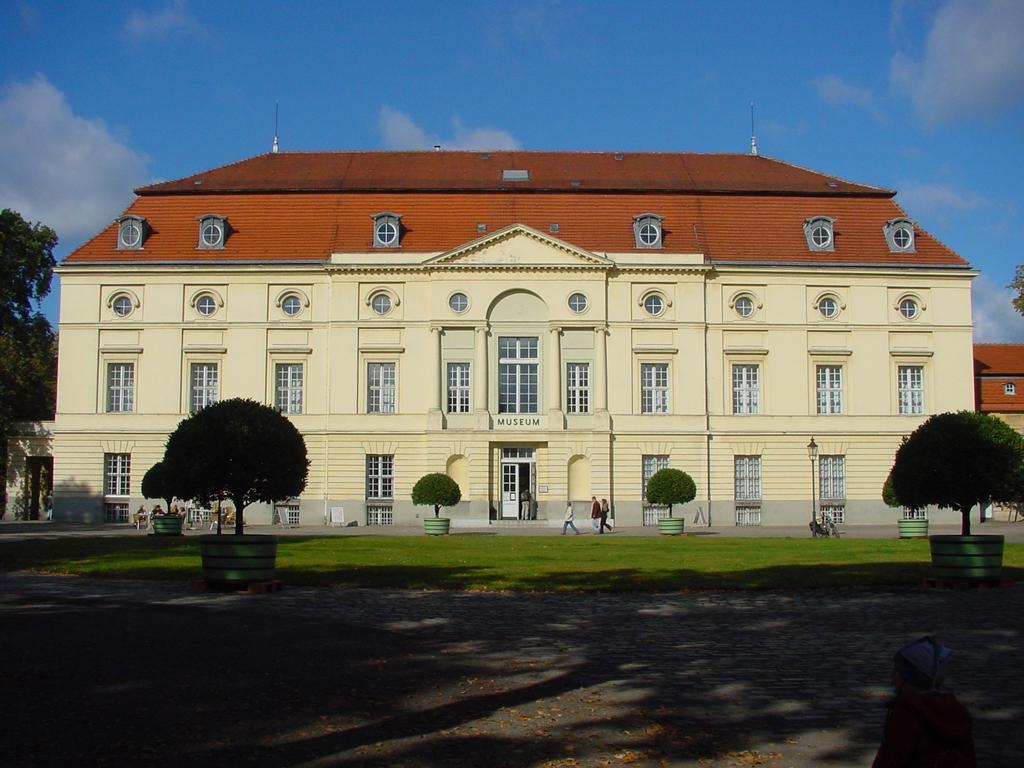
Bâtiment Langhans (ancien théâtre) du château de Charlottenbourg, occupé par le Museum für Vor- und Frühgeschichte de 1958 à 2009.

Le fonds initial du musée provient d'une partie du cabinet de curiosités de la maison de Hohenzollern, qui avait constitué une collection d'antiquités. Cette collection prit place au château de Monbijou en 1830, sous le nom de Museum Vaterländischer Altertümer. La collection fut installée au Neues Museum, puis, en 1886, au musée d'Ethnologie et en 1921 au Martin-Gropius-Bau, et renommée Staatliches Museum für Vor- und Frühgeschichte en 1931.
À la fin de la Seconde Guerre mondiale, une partie des collections furent confisquées par l'Union soviétique.
En 1958, le musée rouvrit dans l'ancien théâtre construit par Carl Ferdinand Langhans au château de Charlottenbourg (Berlin-Ouest).
Le 26 avril 2009, le musée au château de Charlottenbourg fut fermé et les collections furent transférées au Neues Museum, nouvellement restauré. La collection du musée de Langhans et celle du Museum für Ur- und Frühgeschichte (Berlin-Est) sont désormais réunies sur l'ile aux Musées de Berlin.

## Collections

### Paléolithique
Des découvertes effectuées sur les sites paléolithiques de Combe-Capelle et du Moustier sont exposées, acquises à une époque où les découvertes archéologiques faites en France n'étaient pas encore protégées par la loi.

### Néolithique

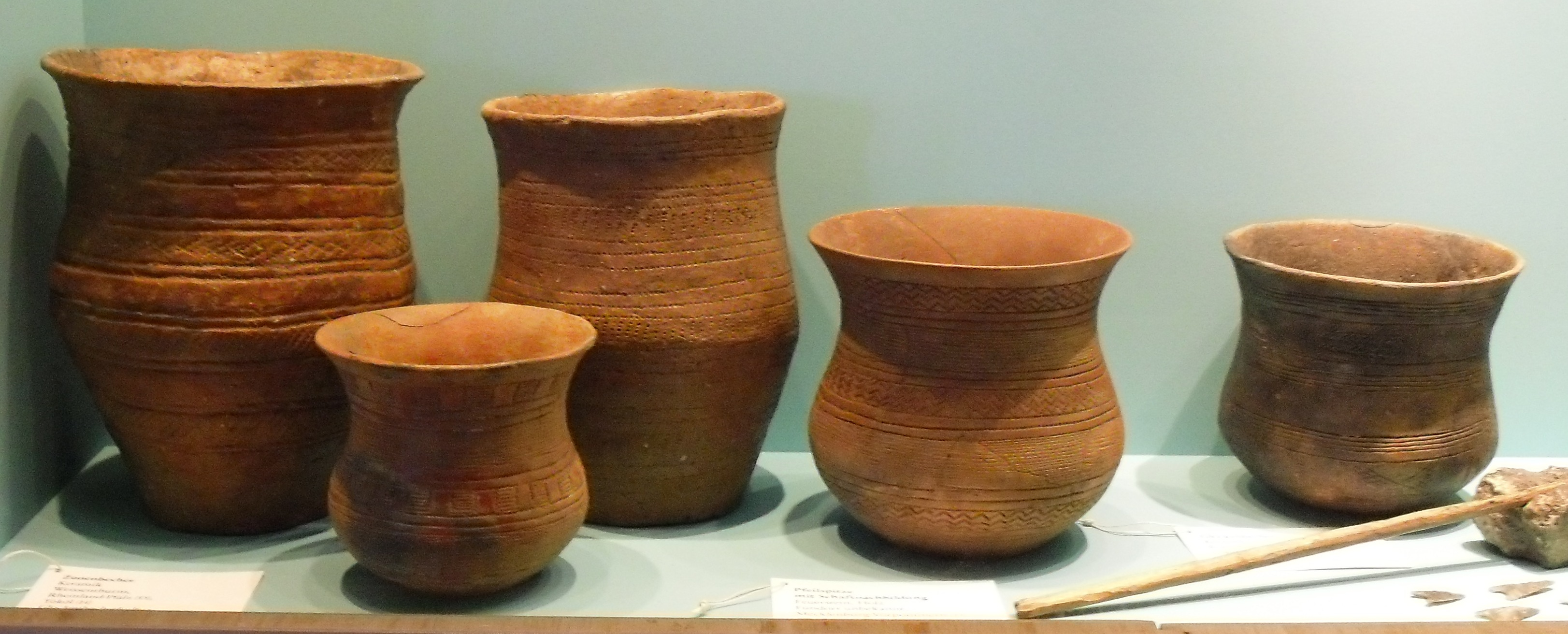
Céramiques de la culture campaniforme, 2500 - -2200

L'art préhistorique, de même que le développement des outils au Néolithique et au Mésolithique sont mis en perspective. Le musée présente les différentes cultures néolithiques de l'Europe, de la culture rubanée à la culture campaniforme.

### Âge du bronze

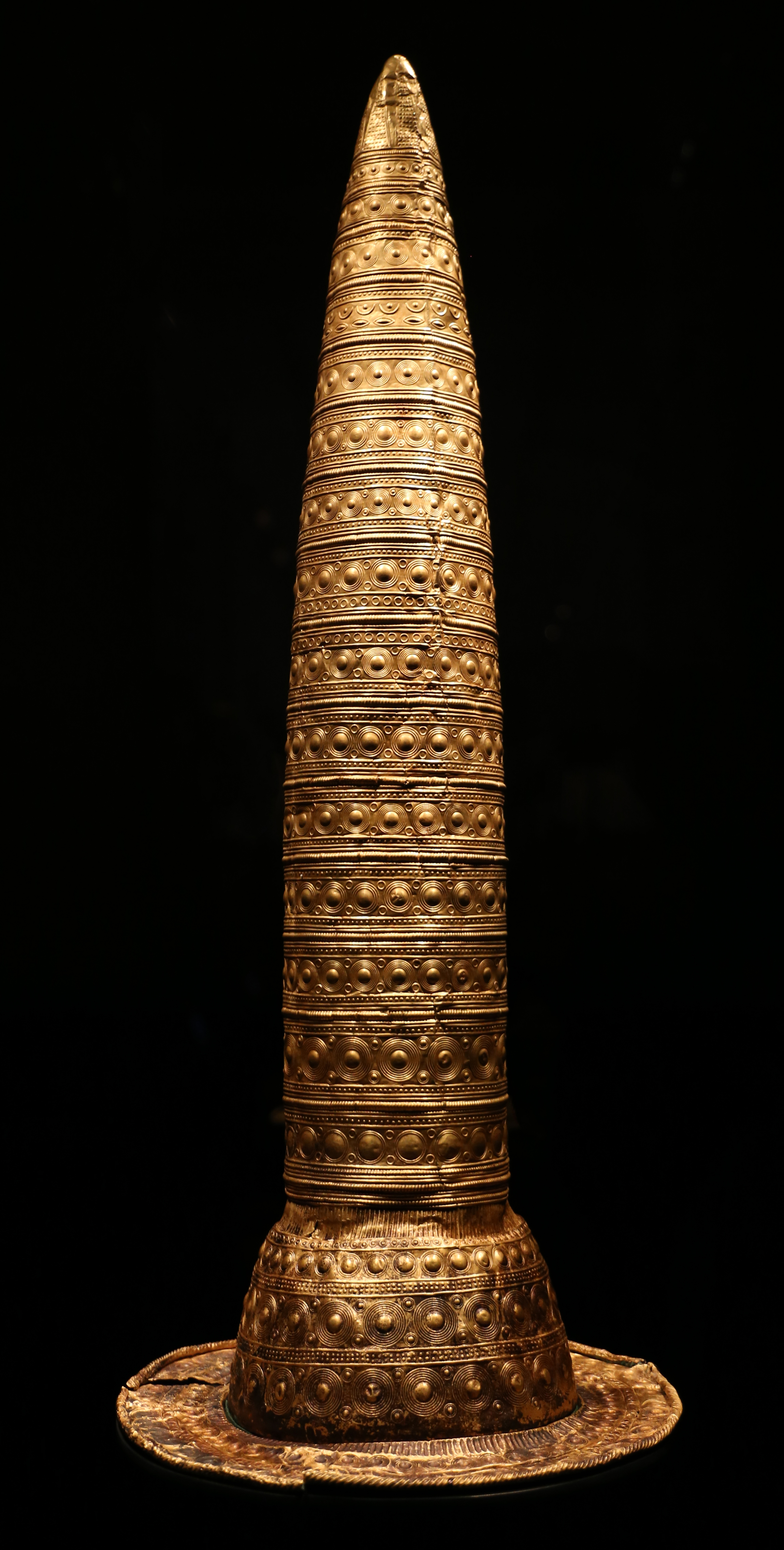
Chapeau d'or de Berlin

La section de l'Âge du bronze illustre le développement de la métallurgie, du culte et des rites funéraires. Le fonds muséologique s'étend de l'Europe occidentale, Allemagne du Nord et Scandinavie, à l'Europe centrale et orientale, aux Alpes et à la région du Danube, et même à l'Italie du Nord.
Le Goldhut (« chapeau d'or ») est l'une des pièces les plus remarquables du musée. Cet artéfact, daté vers 1000 à 800 av. J.-C., est l'un des quatre cônes rituels en or répertoriés en Europe. Il a été acquis en 1996 par le musée.
Le Trésor d'Eberswalde, butin de guerre de l'Armée rouge, est conservé au musée des Beaux-Arts Pouchkine, à Moscou, depuis 1945. Le musée de Berlin en expose une copie, en attendant une hypothétique restitution par les autorités russes.

## Controverses
L'acquisition par le musée de crânes humains datant de l'époque coloniale en Afrique et les recherches qu'il a commandées sur leurs origines ont particulièrement attiré l'attention du public. L'emploi de l'anthropologue Barbara Teßmann, qui a attiré à plusieurs reprises l'attention de la presse internationale pour ses théories racistes, a suscité de vives critiques de la part d'une partie du public. Les typologies « raciales » de Teßmann, en particulier, ont suscité la répulsion générale : "Si vous regardez les gens de la mer du Nord, par exemple, ils ont des crânes longs et étroits et des visages longs et étroits. Les habitants des régions alpines ont des têtes plutôt rondes. Les Africains noirs ont un crâne long et étroit, alors que les Chinois, par exemple, ont un visage large et court.